# سوسن درني
سوسن درني أو أصابع هرمس، السوسنيات (الاسم العلمي: Iris tuberosa) (الاسم العلمي السابق Hermodactylus tuberosus "إصبع هرمس الدرني")، نوع نبات غير جذري من فصيلة السوسنية، ومن أسمائه الشائعة رأس الثعبان، سوسن رأس الثعبان.

## التوزيع
مهدها منطقة البحر الأبيض المتوسط، توجد في شمال البحر الأبيض المتوسط الغربي وأوروبا الغربية.